# Боун, Борден Паркер
Бо́рден Па́ркер Бо́ун (англ. Borden Parker Bowne, 14 января 1847 — 1 апреля 1910, Бостон) — американский философ

 и теолог-методист, основатель американского персонализма, профессор (1876—1910), декан факультета философии и руководитель аспирантуры Бостонского университета. Номинировался на Нобелевскую премию по литературе.

## Биография
Борден Боун родился недалеко от Леонардвилла, Нью-Джерси в 1847 году. Отец — Джозеф Боун (англ. Joseph Bowne) был фермером, проповедником-методистом и аболиционистом. Мать происходила из квакерской семьи и тоже была аболиционисткой. Борден был одним из шести детей. В детстве родители были для детей образцом высокой морали и защищали достоинство всех людей.
В 1867-1871 годах учился в Нью-Йоркском университете, по окончании получил степень бакалавра. Одновременно получил сертификат и начал вести службы в методисткой церкви с 1867. В 1872 году был произведён в диаконы и получил назначение в приход на Лонг-Айленде.
В 1873-1874 годах продолжил учёбу в университетах Европы: в Париже, Галле и Гёттингене. Наибольшее влияние на мировоззрение Боуна оказала философия Р. Г. Лотце.
В 1874-1876 годах Борден Боун работал журналистом в Нью-Йорке. В 1876 году защитил магистерскую диссертацию в Нью-Йоркском университете.
С 1876 года и до конца жизни работал профессором в Бостонском университете. Боун был деканом факультета философии. В 1888 году стал первым руководителем аспирантуры университета. Он предсетательствовал на защите диссертации первого в США чернокожего доктора философии Джона Боуена (англ. John Wesley Edward Bowen) в 1891 году.
Борден Паркер Боун умер в Бостоне в 1910 году.

## Учение Боуна
Учение Боуна — описательная версия философии Канта, отличается от назидательной, формалистской и логических версий. В целом, Боун следовал традициям Лотце, но придавал большее значение эмпирическим корням наших знаний. Он проводил чёткое разграничение между концептуальными предположениями и реальными доказательствами. Первичная функция логики — приведение мыслей в порядок. Метод Боуна был примером феноменологии, которая основывается не на чистой логике, а на предположении, что тщательное изучение предмета выявляет его происхождение и структуру и приводит к его более подробным описаниям. Максимум, что мы можем ожидать от познания — более или менее полезные руководства к действию. В своём учении Боун выделял практическую природу веры, позднее названной прагматизмом верования или научным методом закрепления веры.
Метафизика Боуна подвергает критике традиционные философские понятия материи и существования и предлагает брать за основу понятие процесса. За такой подход он был причислен к идеалистам. Сам Боун считал, что его вариант плюралистического объективного идеализма вполне согласуется с существованием реальности, далеко выходящей за пределы нашего разума. Но такую реальность нельзя рассматривать, как абсолютно независимую, поскольку ничто не может быть полностью независимым на уровне существования. Ключевым принципом в Боуновской метафизике стало понятие личности. Что бы мы не думали о происхождении и природе реальности, эта природа согласуется или по крайней мере не противоречит существованию личностей. Неизбежность любых философских учений состоит в том, что все они выражают точку зрения и ценности личностей. Таким образом, личность является элементом отношений, который мы с уверенностью можем использовать как центральный элемент объективной реальности и, в свою очередь, всех философских построений. Боун подверг критике «неличностные» философии своего времени. Абсолютный идеализм приносит ясное эмпирическое множество личностей, на котором основан наш опыт, в жертву неперсонифицированному Абсолюту. Материализм редуцирует персональную реальность до неперсонифицированного принципа, который становится полной абстракцией. Неперсонифицированные версии натурализма и психологизма, согласно Боуну, страдают аналогичными проблемами.
Персонализм оставался в центре внимания философов до 1930-x годов. В теологии и этике он просуществовал значительно дольше и получил мощный импульс благодаря римскому папе Иоанну Павлу II.

## Сочинения
- The Philosophy of Herbert Spencer: Being an examination of the first principles of his system, NY, 1874
- Studies in Theism, NY, 1879
- The Logic of Religious Belief , 1884
- Introduction to Psychological Theory, NY, 1887
- Philosophy of Theism, NY, 1887, [2 ed.] — 1902
- The principles of Ethics, NY, 1892
- Theory of Thought and Knowledge, NY, 1897
- Metaphysics, NY-L, 1882, [2 ed.] — 1898
- The Christian Revelation, [2 ed.], NY, 1898
- The Christian Life, Cincinnati, 1899
- The Atonement, NY, 1900
- Theism, NY, 1902
- The Immanence of God, Boston, 1905
- Personalism, Boston-NY, 1908
- Studies in Christianity, Boston, 1909
- The Essence of Religion, Boston-NY, 1910
- Women and Democracy, Boston, 1910
- Kant and Spencer: A Critical Exposition, Boston-NY, 1912